# Glochidion brideliifolium
Glochidion brideliifolium är en emblikaväxtart som beskrevs av Airy Shaw. Glochidion brideliifolium ingår i släktet Glochidion och familjen emblikaväxter. Inga underarter finns listade i Catalogue of Life.